# Ҍ
Ҍ, ҍ (напівм'який знак) — кирилична літера, 40-ва літера кільдінської саамської абетки, утворена від Ь. Цей знак позначає напівм'якість попередніх приголосних Д, Т, Н. Ця літера не має нічого спільного з ятем ѣ.